# Phradis punctipleuris
Phradis punctipleuris là một loài tò vò trong họ Ichneumonidae.